# Dwight Merriman

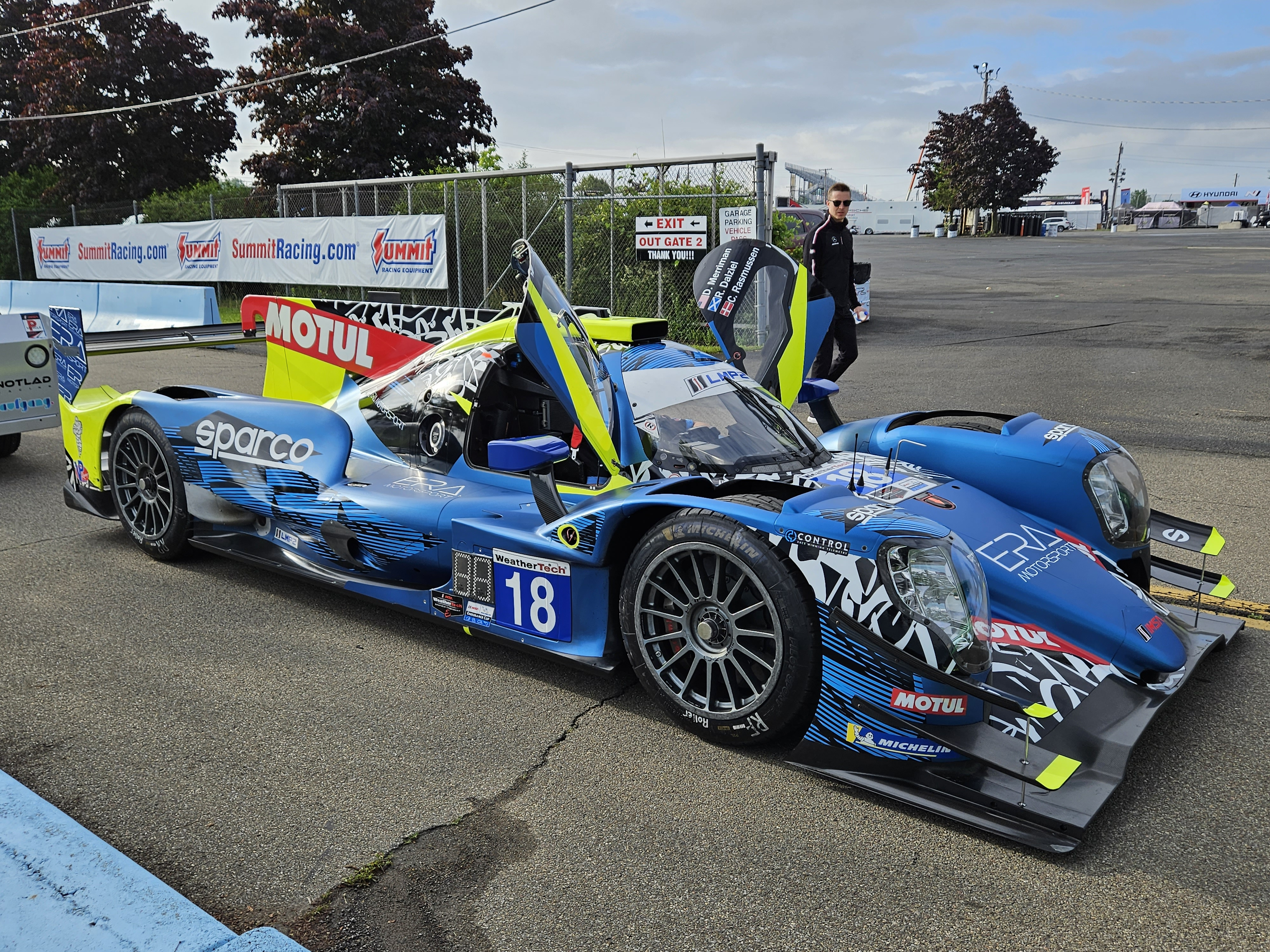
Der von Dwight Merriman beim 6-Stunden-Rennen von Watkins Glen 2023 gefahrene Oreca 07

Dwight Allen Merriman (* 5. August 1968 in New York City) ist ein US-amerikanischer Unternehmer und Autorennfahrer.

## Unternehmer
Dwight Merriman war gemeinsam mit Kevin O’Connor 1995 Gründer von DoubleClick, einem Online-Marketing-Unternehmen. 1999 fusionierte DoubleClick mit der Datenerfassungsagentur Abacus Direct und wurde 2005 für 1,1 Milliarden US-Dollar an Hellman & Friedman verkauft.

## Karriere im Motorsport
2018 begann Dwight Merriman als Amateur-Rennfahrer mit dem Motorsport und fuhr einen Volkswagen Golf GTI TCR in der Pirelli World Challenge, wo er am Ende des Jahres Meisterschaftsneunter wurde. Bereits ein Jahr später stieg er in der Sportwagensport ein und startete mit einem Oreca 07 in der LMP2-Klasse der IMSA WeatherTech SportsCar Championship. Sein bisher größter Erfolg bei einem Einzelrennen war der sechste Gesamtrang und Klassensieg beim 24-Stunden-Rennen von Daytona 2021. Ein Meisterschaftserfolg gelang ihm mit dem LMP2-Sieg bei der Asian Le Mans Series 2021.
Zweimal war er beim 24-Stunden-Rennen von Le Mans gemeldet und konnte beide Male nach fast gleichen Trainingsunfällen am Rennen nicht teilnehmen. 2020 verunglückte er bei der Anfahrt zur Dunlop-Schikane im IDEC-Sport-Oreca 07 und schlug mit dem Wagen rechts hart in die Sicherungsbarriere ein. Die IDEC-Mechaniker konnten den Wagen wieder instand setzen, Merriman erhielt von Rennarzt aber keine Startfreigabe. Das freie Cockpit übernahm Patrick Pilet. An derselben Stelle des Circuit des 24 Heures hatte er auch 2021 im Qualifikationstraining einen schweren Unfall. Diesmal war der IDEC-Oreca 07 so schwer beschädigt, dass das Team den Wagen zurückziehen musste. Dadurch konnten auch Merrimans Teamkollegen Thomas Laurent und Ryan Dalziel nicht am Rennen teilnehmen.
Zwei weitere Unfälle hatte er beim Petit Le Mans 2021 auf der Rennbahn von Road Atlanta und beim 24-Stunden-Rennen von Daytona 2022, als er in einer frühen Phase der Rennens im Oreca 07 in Barrieren prallte. 2024 gewann er die LMP2-Klasse beim 24-Stunden-Rennen von Daytona und dem 12-Stunden-Rennen von Sebring.

## Statistik

### Sebring-Ergebnisse
| Jahr | Team           | Fahrzeug      | Teamkollege  | Teamkollege         | Platzierung             | Ausfallgrund |
| ---- | -------------- | ------------- | ------------ | ------------------- | ----------------------- | ------------ |
| 2021 | Era Motorsport | Oreca LMP2 07 | Ryan Dalziel | Kyle Tilley         | Rang 7                  |              |
| 2022 | Era Motorsport | Oreca 07      | Ryan Dalziel | Kyle Tilley         | Rang 9                  |              |
| 2023 | Era Motorsport | Oreca 07      | Ryan Dalziel | Christian Rasmussen | Rang 5                  |              |
| 2024 | Era Motorsport | Oreca 07      | Ryan Dalziel | Connor Zilisch      | Rang 10 und Klassensieg |              |